# Venera 15 e 16
Venera 15 e 16 (in russo: Венера-15 e Венера-16) erano due sonde gemelle inviate su Venere dall'Unione Sovietica e basate su modifiche degli orbiter delle precedenti missioni Venera 9-14.
Le due sonde vennero progettate per orbitare attorno a Venere e mappare l'emisfero nord del pianeta fino ai 30° N di latitudine (approssimativamente il 25% della superficie di Venere) con una risoluzione di 1-2 km e furono le prime sonde ad utilizzare un radar ad apertura sintetica per raccogliere delle immagini di un altro pianeta.

## Le sonde
Ciascuna sonda consisteva in un cilindro lungo 5 m e avente un diametro di 0,6 m che terminava con un'antenna parabolica alta 1,4 m (utilizzata per il radar ad apertura sintetica) e un'antenna parabolica di 1 m di diametro utilizzata per l'altimetro radar. L'antenna del radar era disposta con un'angolazione di 10° dall'asse della sonda e illuminava ogni 0,3 secondi un punto della superficie con un fascio di microonde per un tempo di 3,9 millisecondi. Sull'estremità inferiore del cilindro si trovavano le unità di propulsione e il serbatoio del carburante. Ai lati c'erano due pannelli solari quadrati e sul fianco della sonda c'era un'antenna per le comunicazioni da 2,6 m che trasmetteva a una velocità di 100 kbps. Le sonde avevano un peso di 4000 kg (senza carburante).
Altri strumenti presenti erano uno spettrometro infrarosso (rilevatosi danneggiato nella Venera 16), sensori per i raggi cosmici e sensori per il plasma.

## La missione
La Venera 15 venne lanciata il 2 giugno 1983 alle 2:38:39 UTC e raggiunse Venere il 10 ottobre 1983, mentre la Venera 16 venne lanciata il 7 giugno 1983 alle 2:32:00 UTC e raggiunse Venere il 14 ottobre 1983.
Le sonde si inserirono in orbite polari ellittiche, sfasate di circa 4° l'una dall'altra, con un'altezza minima di 1000 km sopra i 62° N di latitudine e un periodo di 24 ore. Poiché Venere ruota su se stesso di 1,48° ogni 24 ore, le sonde riuscirono a fotografare l'emisfero nord in un tempo di 8 mesi (da novembre a luglio). Mentre Venere si trovava fuori contatto radio poiché era situato dietro il Sole (rispetto alla Terra) una porzione di superficie non venne mappata. In seguito il piano orbitale della Venera 16 venne modificato di 20° per poter mappare la sezione mancante.
Ad ogni orbita si ricavava un'immagine radar che ricopriva una striscia della superficie larga 120 km e lunga 7500 km. L'immagine veniva immagazzinata nella memoria di bordo (2 registratori a nastro) fino al suo completamento e solo dopo veniva inviata a Terra, dove veniva in seguito elaborata. Le immagini ottenute vennero poi unite in un singolo mosaico.
L'altimetro radar venne invece puntato direttamente verso la superficie sottostante la sonda e produsse una mappa dell'altitudine con un'accuratezza di 50 m.
La maggiore scoperta delle due sonde fu l'esistenza delle corone, cupole tettoniche collassate su vaste camere magmatiche che si presentano come larghi cerchi o anelli concentrici ovali, che erano stati erroneamente identificati come crateri da impatto riempiti di lava nelle immagini ottenute in precedenza.
Nell'area mappata si contarono 150 crateri da impatto e questo permise di stabilire che la crosta di Venere ha un'età di soli 750 ± 250 milioni di anni.